# Scrophularia heucheriiflora
Scrophularia heucheriiflora là một loài thực vật có hoa trong họ Huyền sâm. Loài này được Schrenk ex Fisch. & C.A. Mey. miêu tả khoa học đầu tiên năm 1841.